# نورثروپ بی-۲ اسپیریت
نورثروپ بی-۲ اسپیریت (به انگلیسی: Northrop B-2 Spirit) یک بمب‌افکن سنگین راهبردی آمریکایی است که از فناوری پنهان‌کار با قابلیت نفوذ در سامانه‌های متراکم جنگ ضدهوایی بهره می‌برد. این هواگرد معمولاً با عنوان بمب‌افکن پنهان‌کار شناخته می‌شود.
بی-۲ که یک هواپیمای ساب‌سونیک بال‌دیس با دو خدمه است، توسط نورثروپ (که بعدها به نورثروپ گرامن تبدیل شد) به‌عنوان پیمان‌کار اصلی طراحی شد و شرکت‌های بوئینگ، هیوز و ووت نیز از پیمان‌کاران فرعی بودند. تولید این بمب‌افکن از سال ۱۹۸۸ تا ۲۰۰۰ ادامه داشت. این بمب‌افکن قادر است سلاح‌های متعارف و بمب هیدروژنی پرتاب کند؛ مانند حداکثر هشتاد بمب ام‌کی ۸۲ هدایت‌شونده با جی‌پی‌اس از نوع جی‌دام با وزن ۵۰۰-پوند کلاس (۲۳۰-کیلوگرم)، یا شانزده بمب هسته‌ای بی۸۳ به وزن ۲٬۴۰۰-پوند (۱٬۱۰۰-کیلوگرم). بی-۲ تنها هواگرد عملیاتی شناخته‌شده‌ای است که می‌تواند موشک هوابه‌سطح دورایستا را در پیکربندی پنهان‌کار حمل کند.
فرایند توسعهٔ بی-۲ تحت پروژهٔ بمب‌افکن فناوری پیشرفته (ATB) در دوران دولت کارتر آغاز شد. دولت کارتر بمب‌افکن بی-۱ای را که توان پرواز با سرعت ماخ ۲ داشت، تا حدی به‌دلیل امیدبخش بودن پروژهٔ بمب‌افکن فناوری پیشرفته لغو کرد؛ بااین‌حال، دشواری‌های توسعه، پیشرفت پروژه را به تأخیر انداخت و هزینه‌ها را افزایش داد. در نهایت، این برنامه به تولید ۲۱ فروند بی-۲ منجر شد، با میانگین هزینهٔ ۲٫۱۳ میلیارد دلار برای هر فروند (~۳٫۸۸ میلیارد دلار به قیمت ۲۰۲۲)، که شامل هزینه‌های توسعه، مهندسی، آزمایش، تولید و تدارکات بود. هزینهٔ ساخت هر هواپیما به‌طور میانگین ۷۳۷ میلیون دلار بود، درحالی‌که میانگین هزینهٔ کلی تدارکات (شامل تولید، قطعات یدکی، تجهیزات، مقاوم‌سازی و پشتیبانی نرم‌افزاری) برای هر فروند ۹۲۹ میلیون دلار (حدود ۹۵۷ میلیون دلار در ۲۰۲۱) برآورد شد. هزینهٔ سرمایه‌ای و عملیاتی قابل‌توجه این پروژه باعث شد حتی پیش از پایان جنگ سرد، که نیاز به هواپیمایی پنهان‌کار برای نفوذ به عمق خاک شوروی را کاهش داد، در کنگرهٔ آمریکا بحث‌برانگیز شود. به همین دلیل، در اواخر دههٔ ۱۹۸۰ و دههٔ ۱۹۹۰ قانون‌گذاران شمار بمب‌افکن‌های برنامه‌ریزی‌شده را از ۱۳۲ فروند به ۲۱ فروند کاهش دادند.
نورثروپ بی-۲ اسپیریت می‌تواند مأموریت‌های تهاجمی را در ارتفاعاتی تا ۵۰٬۰۰۰ فوت (۱۵٬۰۰۰ متر) انجام دهد؛ برد آن بدون سوخت‌گیری بیش از ۶٬۰۰۰ مایل دریایی (۱۱٬۰۰۰ کیلومتر؛ ۶٬۹۰۰ مایل) است و با یک‌بار سوخت‌گیری هوایی می‌تواند بیش از ۱۰٬۰۰۰ مایل دریایی (۱۹٬۰۰۰ کیلومتر؛ ۱۲٬۰۰۰ مایل) پرواز کند. این هواپیما در سال ۱۹۹۷ وارد خدمت شد و پس از هواگرد تهاجمی لاکهید اف-۱۱۷ نایت‌هاوک، دومین هواپیمایی بود که با فناوری پنهان‌کار پیشرفته طراحی شده است. بی-۲ که در اصل برای مأموریت‌های هسته‌ای طراحی شده بود، نخستین‌بار در جنگ کوزوو در سال ۱۹۹۹ برای پرتاب مهمات متعارف و غیرهسته‌ای به‌کار رفت. این بمب‌افکن سپس در جنگ عراق، افغانستان، لیبی و یمن نیز مورد استفاده قرار گرفت. در ژوئن ۲۰۲۵ ایالات متحده در حملات خود به تأسیسات هسته‌ای ایران از این بمب‌افکن استفاده کرد.
تا سال ۲۰۲۴، نیروی هوایی ایالات متحده آمریکا دارای نوزده فروند بی-۲ عملیاتی است. یکی از آن‌ها در سانحه‌ای در سال ۲۰۰۸ منهدم شد، و دیگری نیز احتمالاً پس از آسیب دیدن در سانحه‌ای در سال ۲۰۲۲ از خدمت خارج شده است. نیروی هوایی آمریکا برنامه دارد تا این هواگردها را تا سال ۲۰۳۲ در خدمت نگه دارد، زمانی که قرار است نورثروپ گرامن بی-۲۱ ریدر جایگزین آن‌ها شود.

## ویژگی‌ها
نسل دوم این بمب‌افکن، دارای ویژگی رادارگریزی بهتری است که می‌تواند در برابر تهدیدهای سیستم‌های ضدهوایی ایمن باشد.
بدنهٔ این بمب‌افکن از مواد خاصی ساخته شده که امواج رادار را جذب می‌کند. دودهای حاصل از احتراق موتور بی-۲ قبل از اینکه خارج شوند، کاملاً سرد می‌شوند تا رادارهای حرارتی نتوانند مسیر آن را پیدا کنند. همان‌طور که در تصاویر بی-۲ پیداست، در این بمب‌افکن سکان عمودی وجود ندارد. به این نوع طراحی، بال‌دیس می‌گویند که در آن همه تجهیزات و محموله درون بال هواپیما قرار دارد. بی-۲ برای چرخش و غلت زدن، مرکز ثقل خود را تغییر می‌دهد. تمام این ویژگی‌ها سبب شده‌اند که بی-۲ مانند یک شبح با آزادی عمل بالا، آسمان را طی کند.

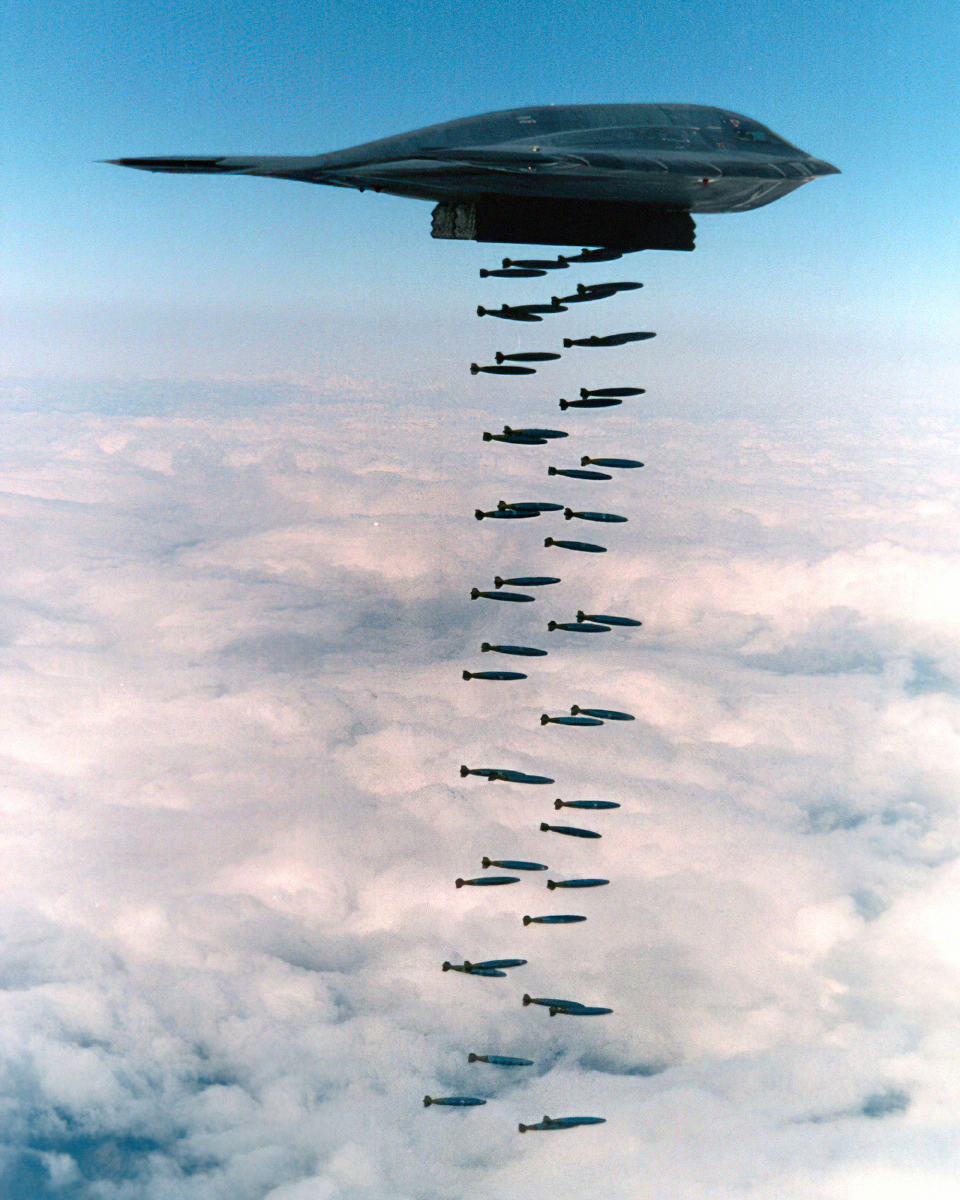

این بمب افکن در سال ۱۹۹۷ معرفی شد و تعداد ۲۱ فروند از آن تاکنون ساخته شده است. نام مستعاری که برای هر فروند از این ۲۱ فروند انتخاب شده، به صورت ترکیب کلمه شبح (spirit) به علاوهٔ نام یکی از ایالت‌های آمریکا است (مانند شبح نیویورک، شبح اوهایو، شبح پنسیلوانیا و…).
از میان این ۲۱ فروند، یک فروند به‌نام «شبح کانزاس» در ۲۳ فوریه ۲۰۰۸، مدت کمی پس از برخاستن از باند فرودگاه پایگاه هوایی اندرسن، بر اثر نقص فنی با باند پرواز برخورد کرد و کاملاً نابود شد. دو خلبان این بمب‌افکن، بعد از برخورد بال چپ به زمینِ کنار باند، اقدام به خروج اضطراری (ایجکت) از بمب افکن کردند و از این سانحه جان سالم به در بردند. این حادثه از پرهزینه‌ترین حادثه‌های هوانوردی دنیا به‌شمار می‌آید.
هزینه‌های نگهداری این هواپیما هم بسیار زیاد است. هزینه نگهداری هر فروند بی-۲ در هر ماه ۳٫۴ میلیون دلار است و پس از هر ساعت پرواز باید ۶۰ ساعت فعالیت تعمیراتی و نگهداری بر روی آن انجام شود. با توجه به اینکه عملیات‌های بی-۲ معمولاً بیش از ۳۰ ساعت طول می‌کشند، پس از هر مأموریت باید ده‌ها روز فعالیت تعمیراتی بر روی آن‌ها انجام شود. نمونه توسعه یافته این بمب‌افکن با نام نورثروپ گرومن بی-۲۱ ریدر (به انگلیسی: Northrop Grumman B-21 Raider) (به معنای مهاجم)، در حال تکمیل، توسعه و گذراندن آزمایش‌ها است. انتظار می‌رود این بمب افکن تا سال ۲۰۲۵ وارد خدمت شود. بی-۲ اسپیریت به دلیل ساختار ترکیبی، مجبور است برای جلوگیری از «تخلیه الکترواستاتیکی و برخورد صاعقه» تا فاصلهٔ ۴۰ مایل (۶۴ کیلومتر) از توفان‌های تندری فاصله بگیرد

## مشخصات
داده‌ها از USAF Fact Sheet, Pace, Spick
ویژگی‌های عمومی
- خدمه: ۲: خلبان (سمت چپ) و فرمانده عملیات (سمت راست)
- طول: ۶۹ فوت (۲۱ متر)
- پهنای بال: ۱۷۲ فوت ۰ اینچ (۵۲٫۴ متر)
- ارتفاع: ۱۷ فوت ۰ اینچ (۵٫۱۸ متر)
- مساحت بال‌ها: ۵٬۱۴۰ فوت مربع (۴۷۸ متر مربع)
- وزن خالی: ۱۵۸٬۰۰۰ پوند (۷۱٬۷۰۰ کیلوگرم)
- وزن ناخالص: ۳۳۶٬۵۰۰ پوند (۱۵۲٬۲۰۰ کیلوگرم)
- بیشترین وزن برخاست: ۳۷۶٬۰۰۰ پوند (۱۷۰٬۶۰۰ کیلوگرم)
- ظرفیت سوخت: ۱۶۷٬۰۰۰ پوند (۷۵٬۷۵۰ کیلوگرم)
- پیشرانه: ۴ عدد توربوفن بدون پس‌سوز جنرال الکتریک اف۱۱۸-جی‌ای-۱۰۰, ۱۷٬۳۰۰ پوند-نیرو (۷۷ کیلونیوتن) thrust در هر موتور

عملکرد
- حداکثر سرعت: ۶۳۰ مایل بر ساعت (۱٬۰۱۰ کیلومتر بر ساعت، ۵۵۰ گره) در ۴۰٬۰۰۰ فوت (۱۲٬۰۰۰ متر) ارتفاع از سطح دریا
- سرعت کروز: ۵۶۰ مایل بر ساعت (۹۰۰ کیلومتر بر ساعت، ۴۸۷ گره) در ۴۰٬۰۰۰ فوت (۱۲٬۰۰۰ متر) ارتقاء از سطح دریا
- بُرد: ۶٬۹۰۰ مایل (۱۱٬۰۰۰ کیلومتر، ۶٬۰۰۰ مایل دریایی)
- حداکثر ارتفاع: ۵۰٬۰۰۰ فوت (۱۵٬۲۰۰ متر)
- بارگیری بال: ۶۷٫۳ پوند بر فوت مربع (۳۲۹ کیلوگرم بر متر مربع)
- نیرو/وزن: ۰٫۲۰۵

تسلیحات

- 2 internal bays for ordnance and payload with an official limit of ۴۰٬۰۰۰ پوند (۱۸٬۰۰۰ کیلوگرم); maximum estimated limit is ۵۰٬۰۰۰ پوند (۲۳٬۰۰۰ کیلوگرم)[۱۹]
  - ۸۰× ۵۰۰ پوند (۲۳۰ کیلوگرم) class bombs (Mk-82, GBU-38) mounted on Bomb Rack Assembly (BRA)
  - ۳۶× ۷۵۰ پوند (۳۴۰ کیلوگرم) CBU class bombs on BRA
  - ۱۶× ۲٬۰۰۰ پوند (۹۱۰ کیلوگرم) class bombs (Mk-84, GBU-31) mounted on Rotary Launcher Assembly (RLA)
  - ۱۶× B61 or B83 nuclear bombs on RLA (strategic mission)
  - Standoff weapon: AGM-154 Joint Standoff Weapon (JSOW) and AGM-158 Joint Air-to-Surface Standoff Missile (JASSM)[۲۰][۲۱]
  - ۲× GBU-57 Massive Ordnance Penetrator[۲۲]

## مقایسه با سایر بمب‌افکن‌های آمریکایی
این هواپیما در مقایسه با سایر بمب‌افکن‌های آمریکایی مانند بی-۵۲ و بی-۱، انعطاف‌پذیری بسیاری دارد و کاربردی‌ترین نوع در میان بمب‌افکن‌های سرنشین دار است.

بی-۲ اسپیریت در یک نمایشگاه هوایی در سال ۲۰۱۸

طبق ادعای سازندگان، مهم‌ترین ویژگی این بمب افکن، رادارگریزی آن است که توانایی بی‌نظیری در انهدام مهم‌ترین و ارزش‌مندترین پایگاه‌های دشمن حتی در قلب پدافندهای هوایی بسیار سنگین به این بمب‌افکن می‌دهد. به این ترتیب، این هواپیما می‌تواند بدون ترس از شناسایی توسط رادار دشمن، در ارتفاعات بالا به عملیات و تجسس پرداخته و آزادی عمل فوق‌العاده‌ای نیز داشته باشد. هرچند به گفتهٔ کارشناسان این توانایی‌های ادعایی هنوز در میدان جنگ واقعی مورد آزمایش قرار نگرفته‌اند. این ویژگی باعث شده که بی-۲ به عنوان تنها بمب افکن رادارگریز قرن بیست و یکم شناخته شود. علاوه بر رادارگریزی، ویژگی‌های آیرودینامیکی و توانایی حمل مقدار زیادی تسلیحات، این بمب‌افکن را از سایر بمب افکن‌های موجود متمایز می‌کند.

## هزینه‌ها و قیمت
پروژه ساخت بمب‌افکن بی-۲ در دوران ریاست جیمی کارتر آغاز شد. این بمب‌افکن همچنان گران‌قیمت‌ترین و پیشرفته‌ترین بمب‌افکنی است که تا به حال ساخته شده و هزینه تولید هر فروند آن بر اساس قیمت‌های سال ۱۹۹۷، حدود ۷۳۷ میلیون دلار بود. هزینه فروش با توجه به قیمت قطعات یدکی، تجهیزات، و پشتیبانی نرم‌افزاری در سال ۱۹۹۷ به ۹۲۹ میلیون دلار می‌رسید. در صورتی که هزینهٔ کل پروژه ساخت این بمب‌افکن شامل تحقیقات، توسعه، مهندسی و آزمایش‌ها هم منظور شود، هر فروند از این هواپیما با هزینه‌ای معادل ۲٫۱ میلیارد دلار (قیمت هنگام ساختن) ساخته شده و هزینه کل پروژه بر اساس قیمت‌های سال ۱۹۹۷، معادل ۴۴ میلیارد و ۷۵۰ میلیون دلار است.
بمب‌افکن بی-۲ اسپیریت با قیمت تقریبی ۲ میلیارد دلار آمریکا (با احتساب هزینه‌های پروژه تولید) هم‌اکنون به عنوان گران‌قیمت‌ترین هواپیمای جهان شناخته می‌شود. این قیمت برابر با قیمت یک کشتی جنگی بزرگ آمریکایی است.

## مأموریت‌ها
یکی از مهم‌ترین مأموریت‌های بی-۲، بمباران مراکز نظامی صربستان در طول جنگ کوزوو در سال ۱۹۹۹ بود. فقط در ۸ پرواز اولیه، بی-۲ ۳۳ درصد اهداف را نابود کرد. در این پروازها، بی-۲ از پایگاه خود در ایالت میزوری برمی‌خاست، منطقهٔ مورد نظر را در صربستان بمباران می‌کرد و سپس به آشیانهٔ خود بازمی‌گشت، بدون اینکه جایی توقف داشته‌باشد!
مأموریت بعدی بی-۲ در افغانستان بود که ۳ بمب افکن بی-۲ طی ۳ روز اردوگاه‌ها و مناطق مورد اشغال طالبان را بمباران کردند.
آخرین عملیات بی-۲ اسپیریت در عراق بود، که طی سورتی‌های ۳۰ ساعته و حتی ۵۰ ساعته، این بمب‌افکن‌ها بیش از ۱٫۵ میلیون پوند مهمات را در مناطق جنگی رها می‌کردند
در آوریل ۲۰۲۵، در پی تشدید حملات ایالات متحده علیه حوثی‌ها در یمن و افزایش هشدارهای دونالد ترامپ علیه ایران و حمایت آن از حوثی‌ها، که در آن ایران را به انجام حمله نظامی تهدید کرده است، تهدیدی که همچنین در واکنش به پیشرفت‌های اخیر در برنامه هسته‌ای ایران مطرح شده، ایالات متحده نیروی قابل توجهی از بمب‌افکن‌های نورثروپ گرومن بی-۲ اسپیریت را به جزیره دیه‌گو گارسیا منتقل کرد، در ژوئن ۲۰۲۵ در حملهٔ نظامی آمریکا به مراکز هسته‌ای ایران نیز از این هواپیما استفاده شد. این بمب افکن در جریان جنگ ۱۲ روزه میان جمهوری اسلامی ایران و اسرائیل در تاریخ ۱ تیر ۱۴۰۴ (۲۲ ژوئن ۲۰۲۵)، سه سایت هسته‌ای فردو، نطنز و اصفهان را بمب باران کرد.

## نگارخانه

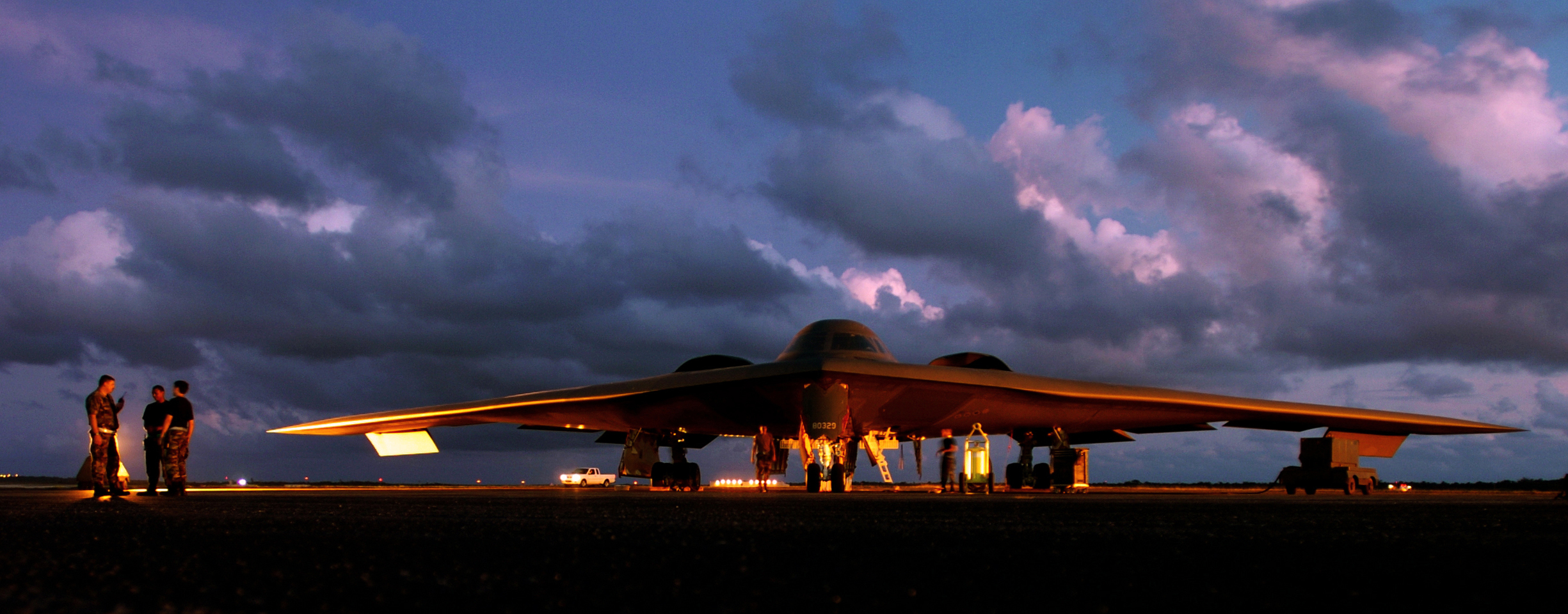
خدمه تعمیر و نگهداری در حال سرویس‌دهی به بی-۲ در پایگاه هوایی اندرسن، گوام.
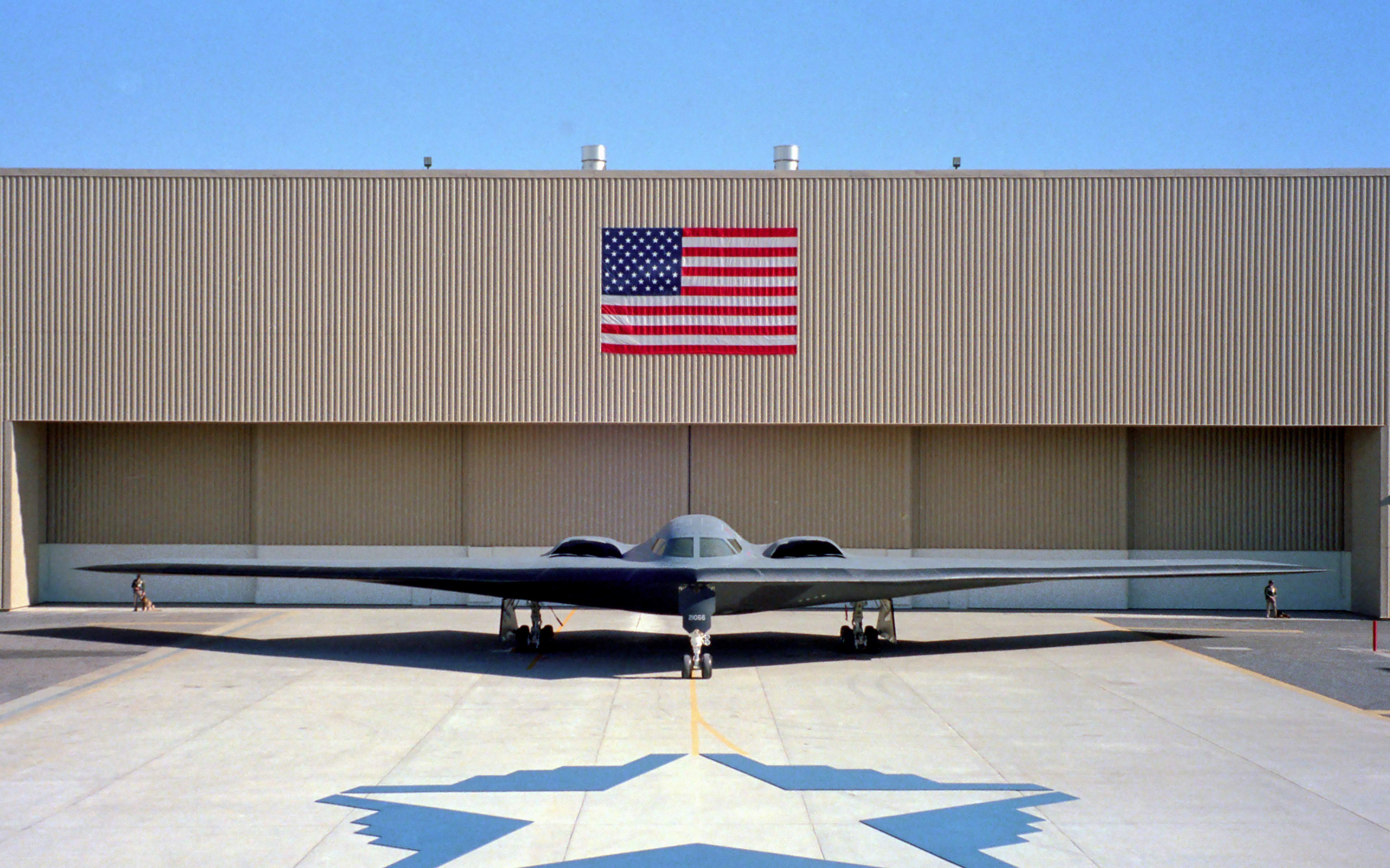
اولین نمایش عمومی بی-۲ در سال ۱۹۸۸. ستارهٔ جلوی بی-۲، بمب‌افکن را با ۵ نقاشی از این هواپیما نشان می‌دهند
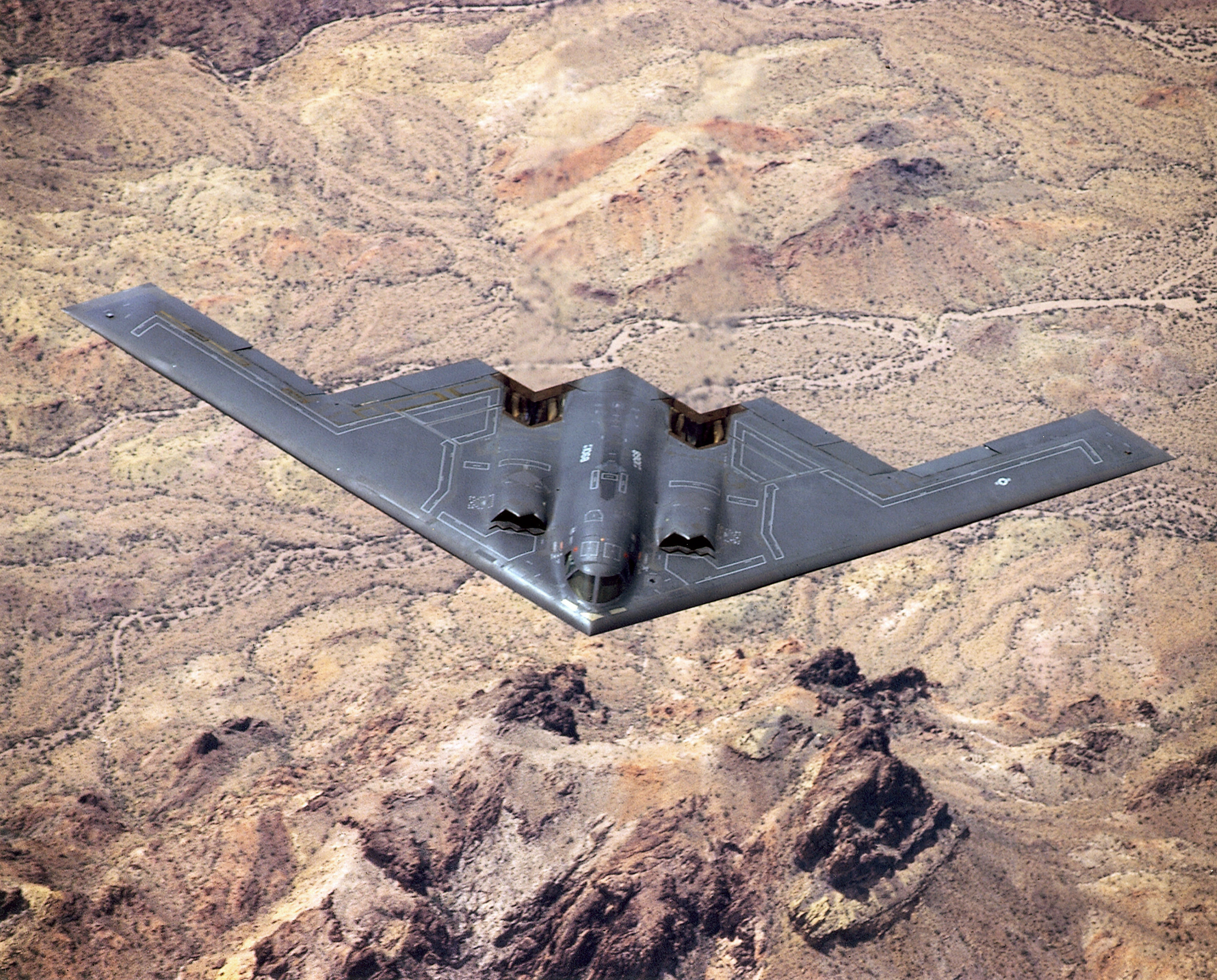
بی-۲ در سال ۱۹۸۹
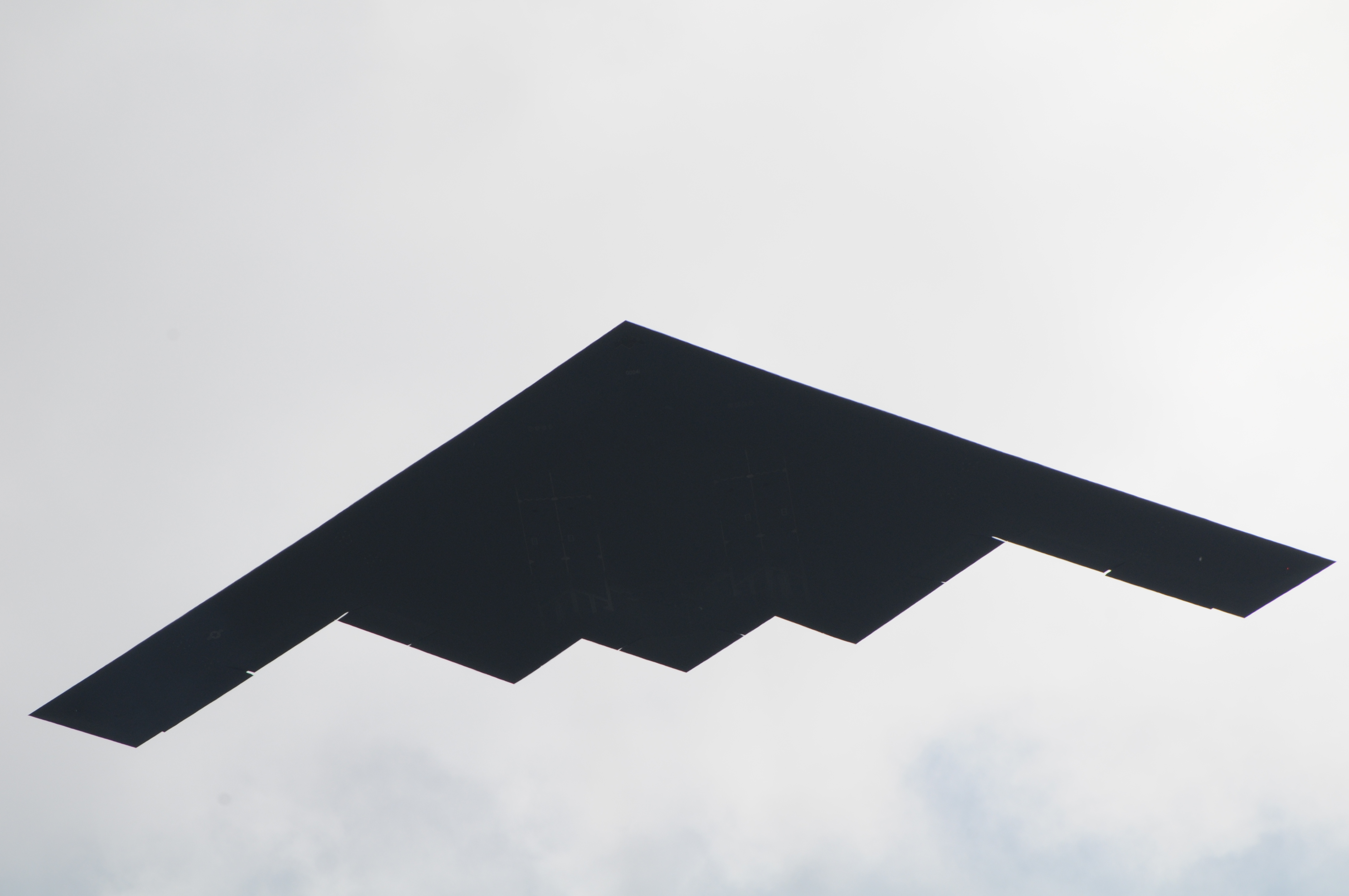
بی-۲ از نمای پایین
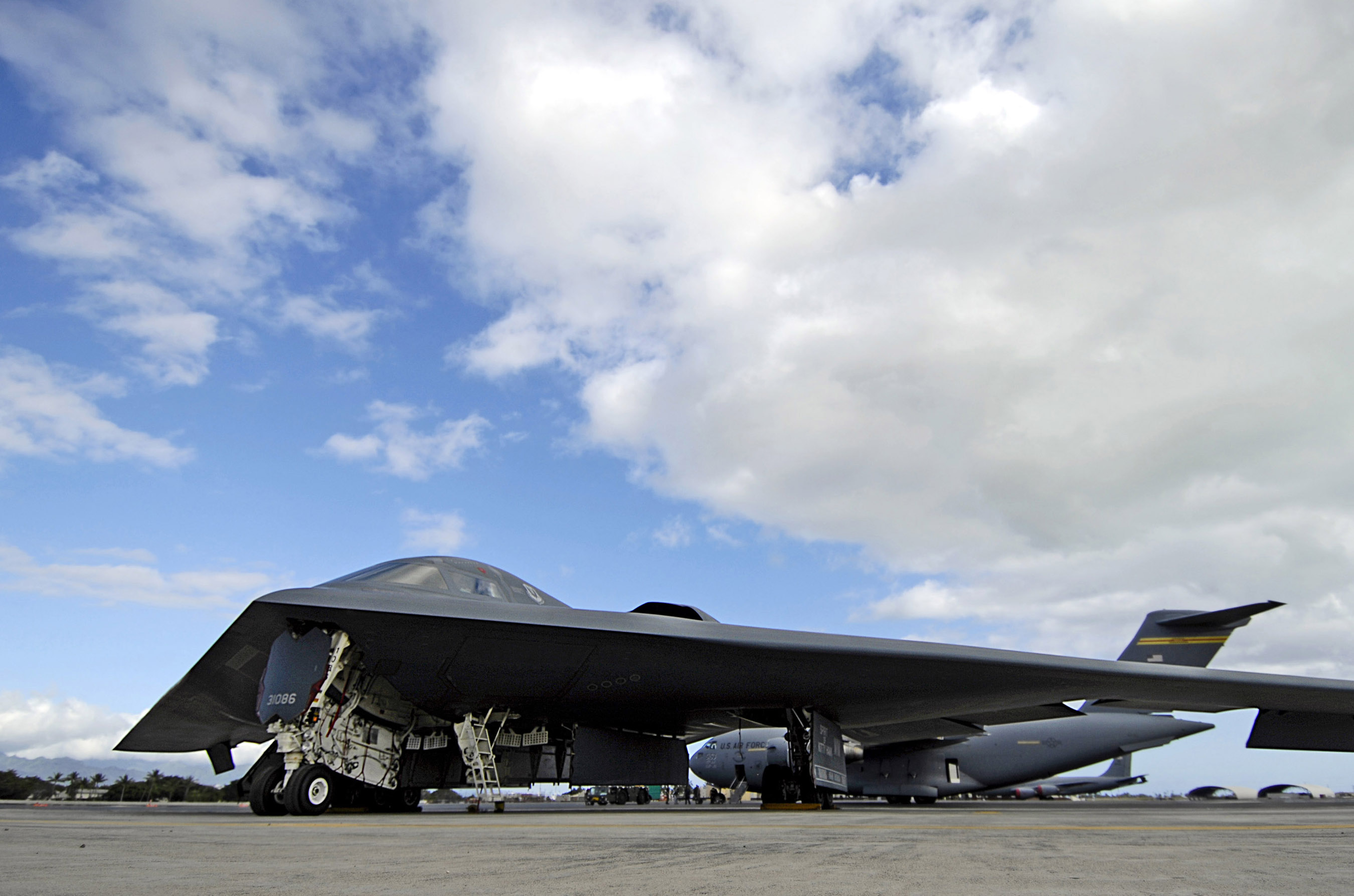
بی-۲
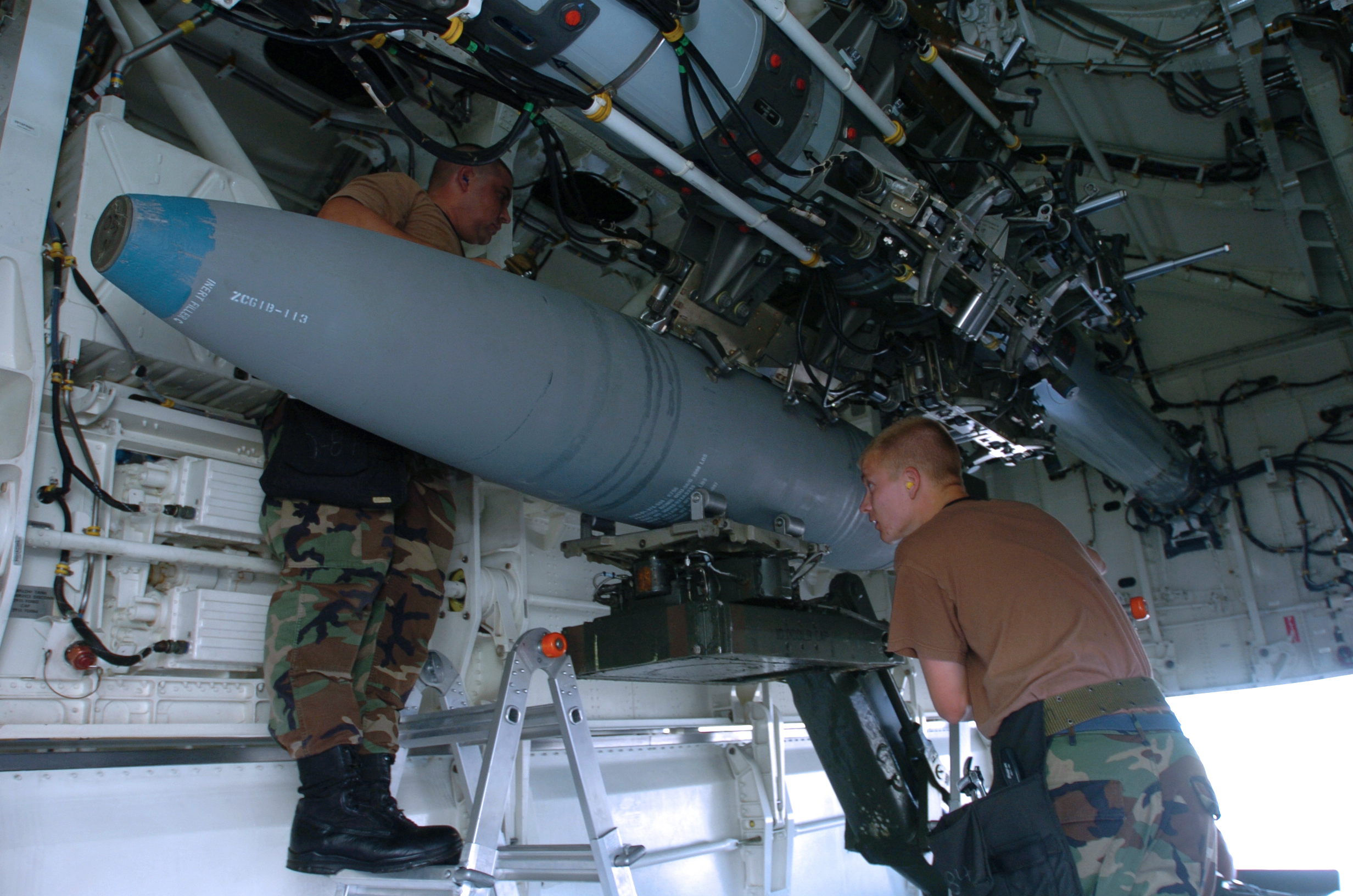
بمب ۹۱۰ کیلوگرمی چند منظوره (BDU-56) در حال نصب بر روی لانچر بی-۲
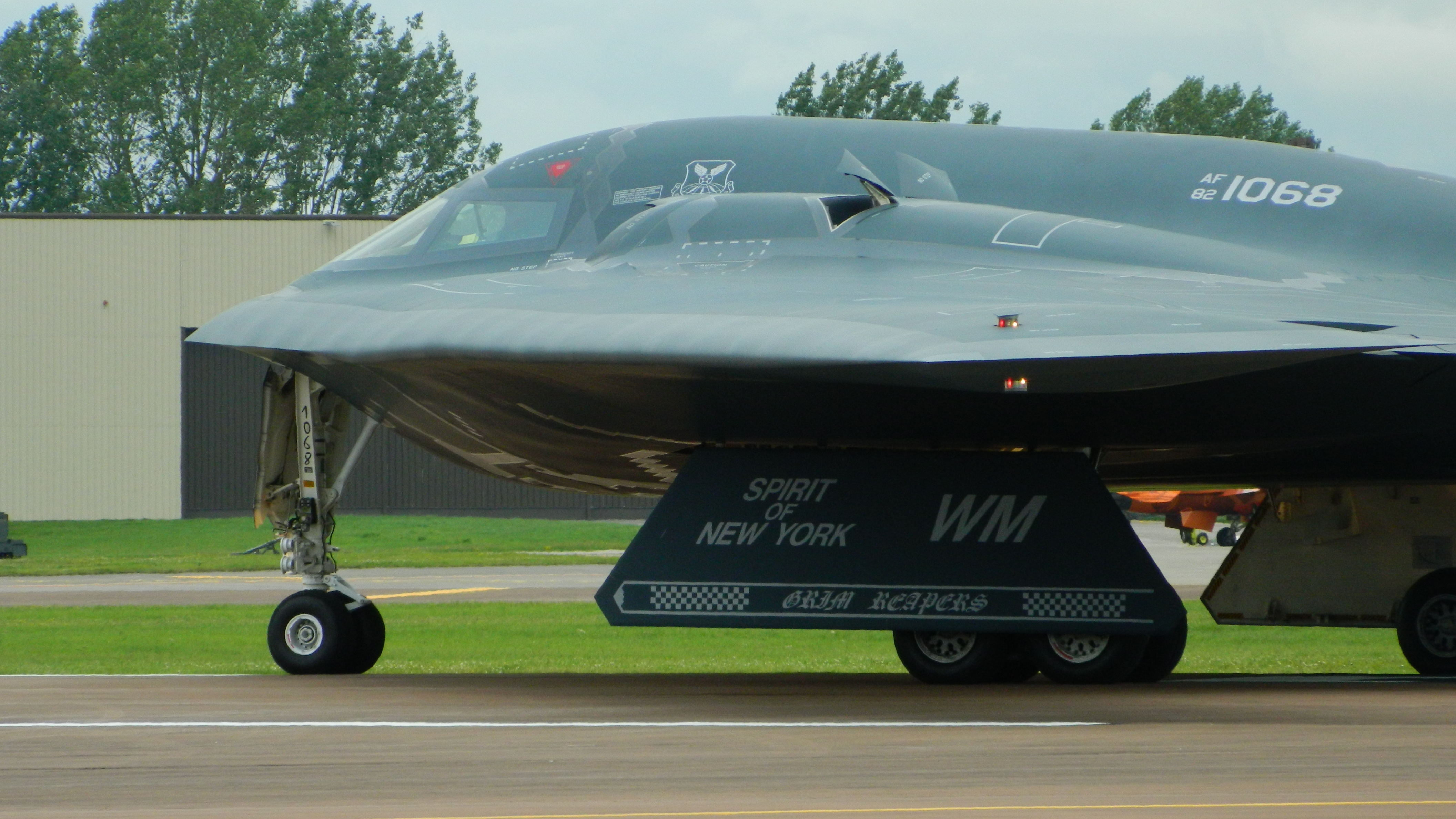
شبح نیویورک
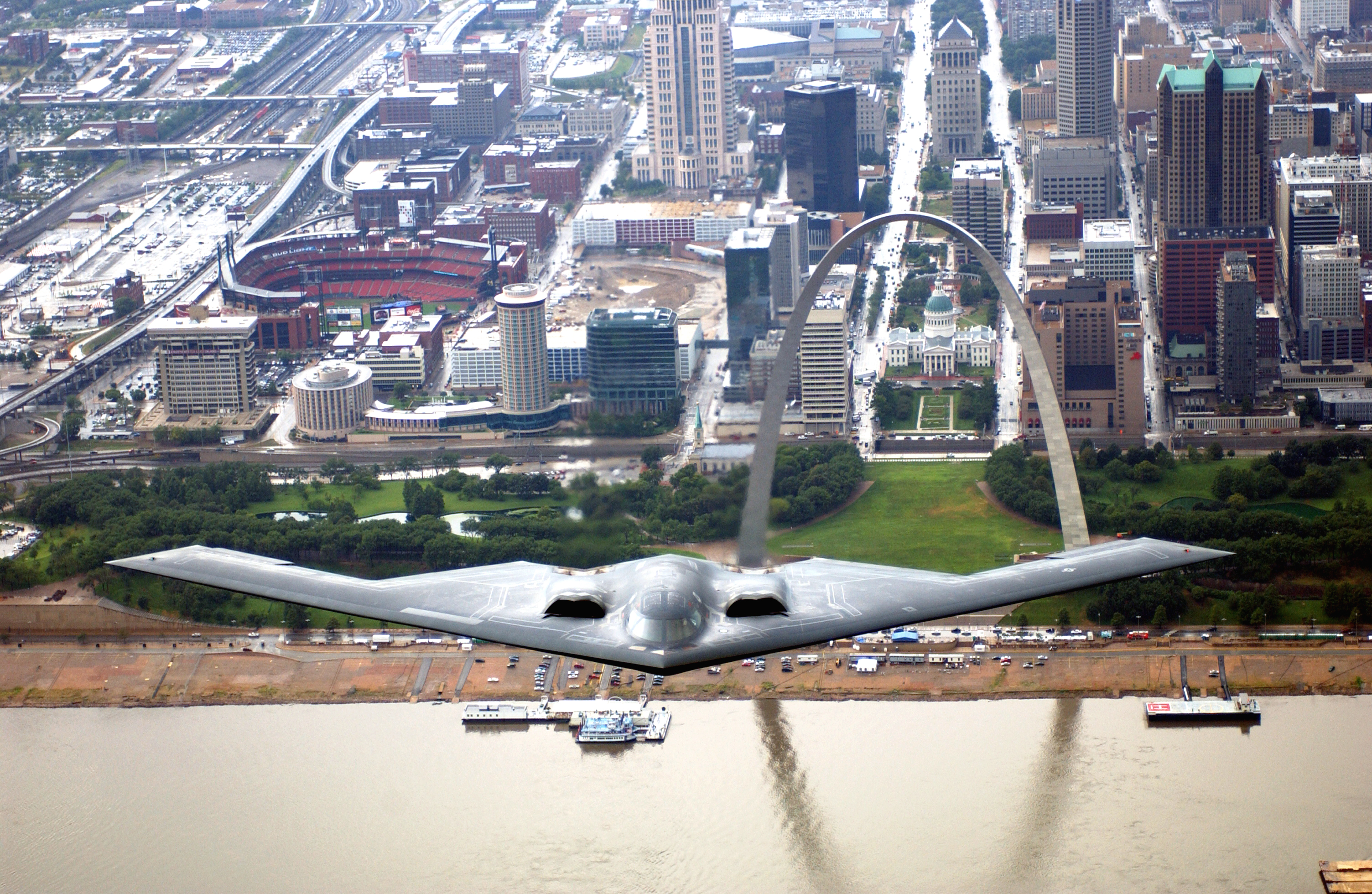
بی-۲ بر فراز رود می‌سی‌سی‌پی
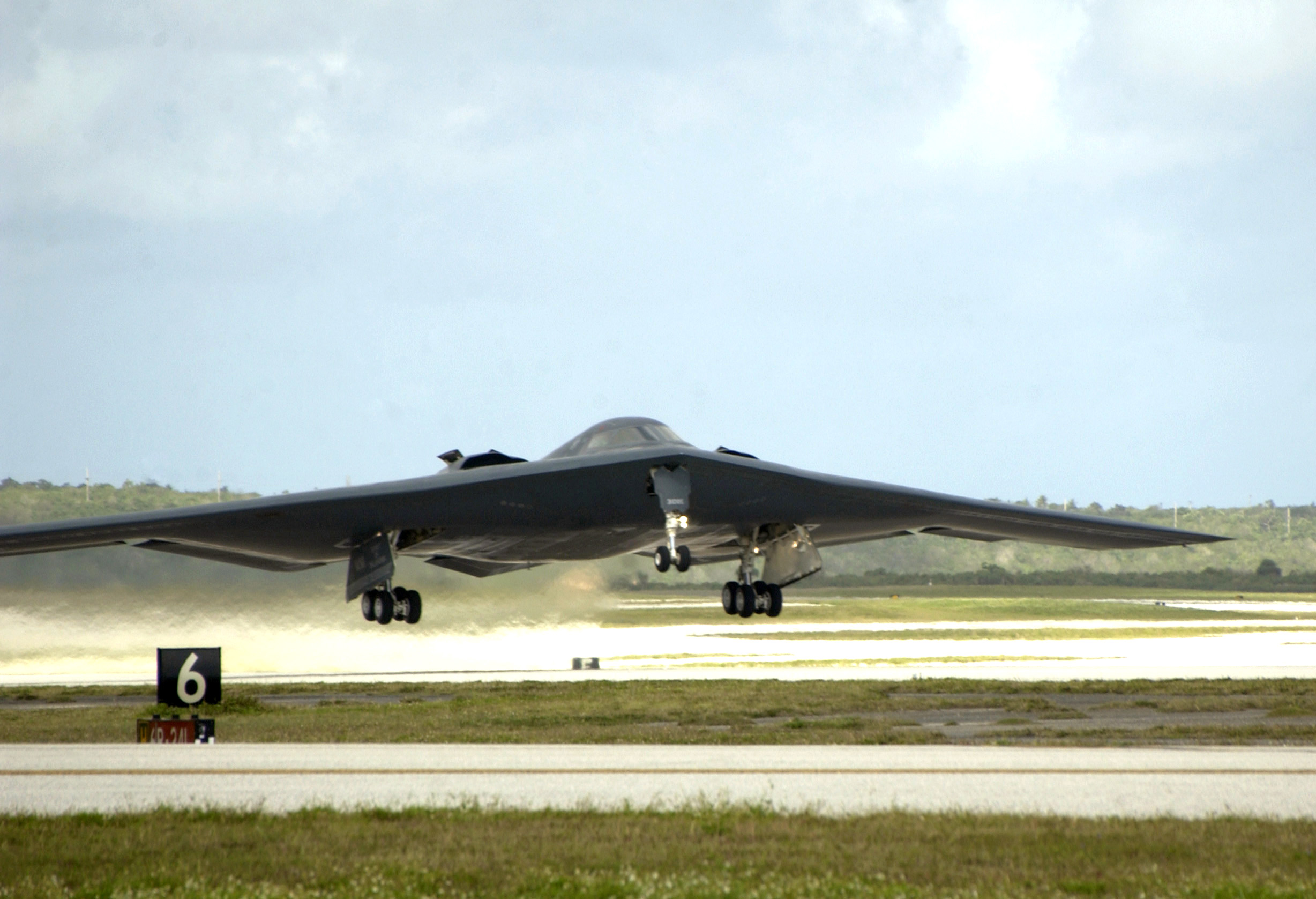
برخاستن بی-۲ از باند فرودگاه